# Ignace George V Chelhot
Mar Ignace George V Chelhot (ou Giwargis Chelhot, ou Schelhot, 1818–1891) est un patriarche de l'Église catholique syriaque de 1874 à 1891.

## Biographie
George Chelhot est né à Alep le 15 octobre 1818.
Il est ordonné prêtre le 2 février 1843. Lors du massacre anti-chrétien d'Alep en octobre 1850, il est envoyé en Europe pour essayer de récolter des fonds afin de restaurer les bâtiments ecclésiastiques, mais à la mort du patriarche Ignace Pierre VII Jarweh, il doit rentrer en Syrie, sans succès.
Il est élu évêque d'Alep le 7 janvier 1862, et consacré le 25 mai 1862 par le patriarche Ignace Antoine Ier Samheri. À la mort du Patriarche, le 16 juin 1864, il est nommé locum tenens du patriarcat. Il retire sa candidature au patriarcat pour ne pas avoir à vivre à Mardin. Il utilise les fonds levés en Europe par le patriarche Samheri afin de créer des écoles pour sa communauté. En 1870, il a participé au Premier concile du Vatican.
Le 7 octobre 1874, quelques mois après la mort du patriarche Ignace Philippe Ier Arkousse, George Chelhot est élu Patriarche. Afin de souligner son indépendance par rapport au dirigisme centralisateur qui caractérise le pape Pie IX, il décide d'être intronisé le 11 octobre, sans attendre la confirmation papale (qui arriva peu après, le 21 décembre 1874). Devenu le patriarche Ignace George V Chelhot, il déplace le siège patriarcal vers Alep.
En 1876, George Chelhot fonde un nouvel ordre monastique, les Frères de Mar Ephrem. En 1888, il convoque un synode de l'Église catholique syriaque à Charfeh (Mont Liban), concile qui prend des décisions importantes : le célibat est rendu obligatoire pour presque tous les membres du clergé et l'indépendance de l'Église syriaque orthodoxe concernant le choix de son Patriarche est réaffirmée. Ces canons ont été approuvés par le pape Léon XIII qui était particulièrement bien disposé envers les Églises orientales.
George Chelhot meurt à Alep, le 8 décembre 1891.